# 科布倫茨火車總站

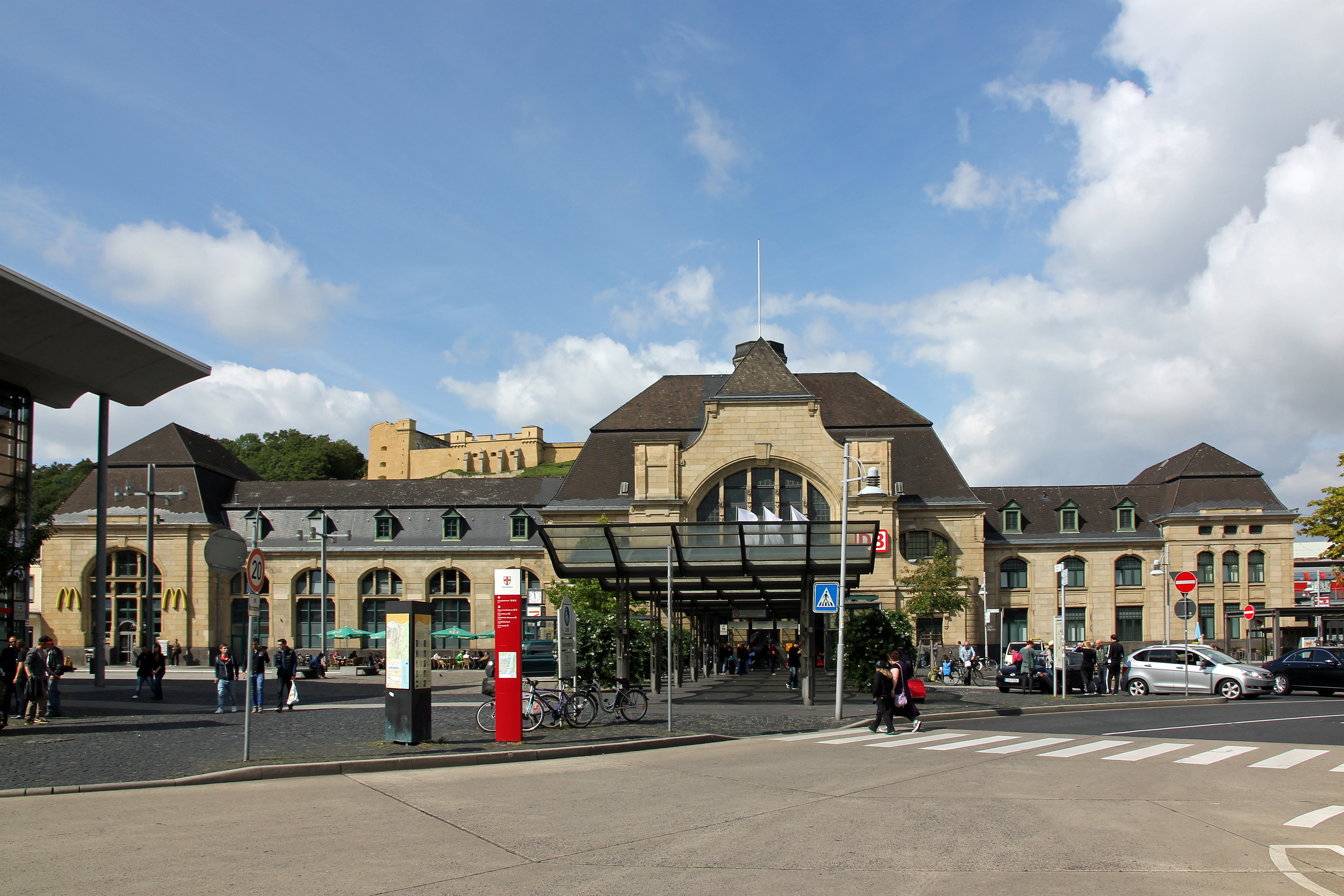
科布倫茨火車總站

科布倫茨火車總站（德語：Koblenz Hauptbahnhof）是位於德國城市科布倫茨的一座火車站。自2002年開始，科布倫茨火車總站作为萊茵峽谷的一部分被列入世界文化遺產。

## 外部連結
- (PDF). Deutsche Bahn.   [22 December 2010]. （原始内容 (PDF (204.0 KB))存档于2012-04-07） （德语）.
- .   [22 December 2010]. （原始内容存档于2009年10月27日） （德语）.